# Kenyir-See

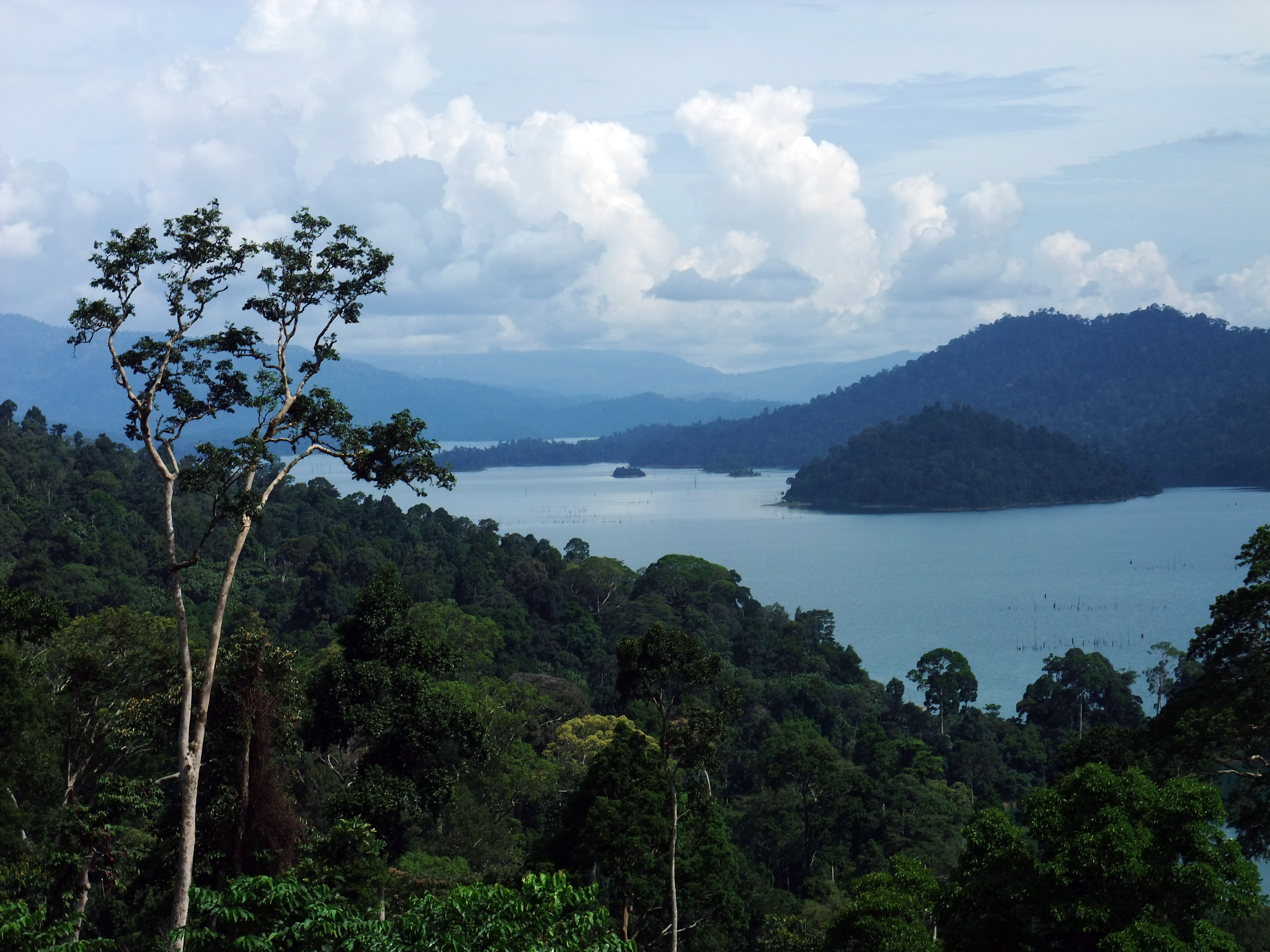
Kenyir-See mit umgebendem Dschungel

Der Kenyir-See (Tasik Kenyir) ist ein Stausee in Terengganu in Nordost-Malaysia, in dem der Kenyir aufgestaut wird, um Strom aus Wasserkraft zu erzeugen.  Er liegt 55 km von Kuala Terengganu entfernt. 1988 wurde der Staudamm aus Steinschüttmaterial  von Almarhum Sultan Mahmud Al-Muktafi Billah Shah eingeweiht. Nach ihm ist auch das Wasserkraftwerk Sultan Mahmud Power Station benannt. Tourismus und Fischerei sollten ebenfalls durch das Projekt gefördert werden.
Der See ist einer der größten in Südostasien. Der Wasserstand und damit auch die Größe der Wasseroberfläche schwankt im Jahresverlauf. Er ist damit zwischen ungefähr 260 und 380 km² groß. Im März und April ist der Wasserstand am höchsten, im August meist am niedrigsten. Im See gibt es 340 Inseln.
Siehe auch:
- Liste der größten Stauseen der Erde
- Liste von Talsperren der Welt